# Royal Republic
Royal Republic — шведская рок-группа из Мальмё. В настоящее время, группа подписала контракт с Universal Music и управляется Odyssey Music Network.

## История

### 2007—2012: Основание группы иWe Are the Royal
Royal Republic была основана в 2007 году. Их первый альбом We Are the Royal записан под руководством шведского продюсера Андерса Халлбека в Мальмё. Альбом был создан в студии ToyTown Studios и завершен с помощью Стефана Глауманна. 6 августа 2009 года пластинка была выпущена в Швеции и получила широкое признание критиков, фанатов и радиостанций.
Все три сингла заняли первое место в Most-Wanted-List (список самых разыскиваемых/востребованных альбомов) Bandit Rock. Три песни из альбома, Full Steam Spacemachine, I Must Be Out of My Mind и 21st Century Gentleman, вошли в саундтрек компьютерной игры F1 2011. Tommy-Gun также занял первое место в чартах MTV Rocks. Royal Republic добились успеха в Германии благодаря коллективному туру с Donots.

### 2012—2014:Save the Nation
24 августа 2012 года группа выпустила второй альбом под названием Save the Nation. Он был записан Майклом Илбертом в Hansa Studio 1 и Hansa Mix Room. Том Койн сделал мастеринг в Sterling Sound в Нью-Йорке. Save the Nation получил широкое признание критиков и занял лучшую позицию в чартах, чем его предшественник We are the Royal. За выпуском альбома последовали концерты в Австралии, Великобритании, Германии, Франции и странах Бенилюкса. Благодаря поддержке таких групп, как Social Distortion, The Subways, Die Toten Hosen и blink-182, группа получила широкое признание.
Кроме того, Royal Republic выступали в 2013 году на традиционных немецких фестивалях Rock am Ring и Rock im Park.

### 2014—2016: Royal Republic и Nosebreakers
В 2014 году Royal Republic обратились в сторону акустической музыки . 28 марта шведы выпустили альбом «Royal Republic and the Nosebreakers», содержащий песни предыдущих альбомов «We Are the Royal» и «Save the Nation», которые были переосмыслены в акустическом и кантри стилях. В реализации проекта Адаму Грану, Ханнесу Иренгарду, Йонасу Альмену и Перу Андреассону помогали студийные музыканты Даниэль Олссон, Андерс Свенссон и Оскар Аппельквист. Последний даже присоединился к группе в том же туре.
Все песни, кроме This Means War, были записаны в студии Sunnana Маркусом Нильссоном. В основном их микшировал Майкл Иллберт, который уже работал над предыдущим альбомом в Hansa Mix Room. На этот раз мастеринг был выполнен в «Chartmakers» инженером Сванте Форсбеком. Сопровождающий тур для этого акустического альбома состоял из десяти концертов в Германии, Франции, Швейцарии, Чехии, Австрии, Польше и Швеции.

### 2016:Weekend Man
26 февраля 2016 года Royal Republic выпустили свой четвёртый альбом Weekend Man. Кристиан Неандер и Майкл Тайбс были приглашены в качестве продюсеров этого проекта. Последний также отвечал за записи, которые проходили на Fuzzfactory в Берлине. Как и предыдущие альбомы, Weekend Man был смикширован Майклом Иллбертом в Hansa Mix Room, а мастерингом занимался Том Койн из Sterling Sound.

### 2019:Club Majesty
31 мая 2019 года Royal Republic выпустила «Club Majesty». Он был спродюсирован в основном той же командой, что и Weekend Man; Кристиан Неандер и Майкл Тайбес с присоединившимся Адамом Граном. Как и его предшественник, альбом был в основном записан на FuzzFactory Berlin, а также на Vicious D. Licious Production Malmo. С лета 2019 года началось турне в поддержку альбома, стартовав с фестиваля (появляясь на главной сцене в Download) перед туром по европейским городам осенью и зимой.

## Участники группы
- Адам Гран — вокал, ритм-гитара
- Ханнес Иренгард — соло-гитара, бэк-вокал
- Йонас Альмен — бас-гитара, бэк-вокал, со-вокал в «I Don’t Wanna Go Out»
- Пер Андреассон — ударные, бэк-вокал

### Студийные альбомы
| Заголовок      | Детали альбома                                                                                  | Пиковые позиции в чартах | Пиковые позиции в чартах | Пиковые позиции в чартах | Пиковые позиции в чартах | Сертификаты |
| Заголовок      | Детали альбома                                                                                  | АВТ </br>                | НЕМЕЦКИЙ </br>           | Швеция </br>             | SWI </br>                | Сертификаты |
| -------------- | ----------------------------------------------------------------------------------------------- | ------------------------ | ------------------------ | ------------------------ | ------------------------ | ----------- |
| We AretheRoyal | - Релиз: 25 января 2010 г. - Лейбл: Roadrunner - Форматы: CD, LP, цифровая загрузка             | —                        | 84                       | 44                       | —                        |             |
| Save theNaton  | - Релиз: 24 августа 2012 г. - Лейбл: Odyssey Music Network - Форматы: CD, LP, цифровая загрузка | 59                       | 14                       | 24                       | 60                       |             |
| WeekendMan     | - Релиз: 26 февраля 2016 г. - Лэйбл: Капитолий - Форматы: CD, LP, цифровая загрузка             | 45                       | 15                       | —                        | 93                       |             |
| ClubMajesty    | - Релиз: 31 мая 2019 г. - Лэйбл: Ядерный взрыв - Форматы: CD, LP, цифровая загрузка             | 68                       | 17                       | —                        | 51                       |             |

### Синглы
- «All Because of You» (2009)
- «Tommy-Gun» (2010)
- «Underwear» (2010)
- «Full Steam Spacemachine» (2010)
- «Addictive» (2012)
- «Everybody Wants to Be an Astronaut» (2012)
- «When I See You Dance With Another» (2015)
- «Baby» (2016) (#15 Mainstream Rock Songs)
- «Uh Huh» (2016)
- «Fireman & Dancer» (2019)
- «Boomerang» (2019)
- «Anna-Leigh» (2019)
- «Superlove» (2020)
- «Magic» (2020)
- «RATA-TATA» (2021)
- «Back From The Dead» (2021)
- «Diggin' It» (2022)
- «My House» (2024)
- «LoveCop» (2024)
- «Wow! Wow! Wow!» (2024)

### Сборники
- Bandit Rock # 2 (2009) — диск 1, трек 16[32]
- Bandit Rock # 3 (2010) — диск 1, трек 8[33]
- Sweden Rock # 2 (2009) — диск 1, трек 9[34]
- Sweden Rock # 3 (2010) — диск 1, трек 3[35]